# Ylli Sallahi
Ylli Sallahi (Kapfenberg, 6 de abril de 1994) es un futbolista Austriaco que juega de Lateral izquierdo. Actualmente juega en el Karlsruher SC de la 2. Bundesliga alemana.

## Carrera
Nacido en Austria de ascendencia Albana jugó para el club local el Kapfenberger SV, tiempo después fue fichado por el Bayern Munich en 2011, El comenta  "Yo quiero iniciar mi carrera en un gran club." Ylli Sallahi ha jugado 27 partidos para el segundo equipo del Bayern Munich II su debut con el primer equipo fue con Pep Guardiola Frente al Augsburgo, también jugó contra el Manchester United en la Liga de Campeones de la UEFA en los cuartos de final.

## Carrera como internacional
Ylli Sallahi es internacional con la selección sub-21 de Asutria y ha jugado 5 partidos oficiales y convirtió un gol.

## Palmarés

### Campeonatos nacionales
| Título           | Club          | País     | Año     |
| ---------------- | ------------- | -------- | ------- |
| Bundesliga       | Bayern Múnich | Alemania | 2013/14 |
| Copa de Alemania | Bayern Múnich | Alemania | 2014    |

### Campeonatos internacionales
| Título            | Club          | País      | Año  |
| ----------------- | ------------- | --------- | ---- |
| Mundial de Clubes | Bayern Múnich | Marruecos | 2013 |

- Datos: Q16060101